# Parafia św. Mikołaja w Wierzbięcicach

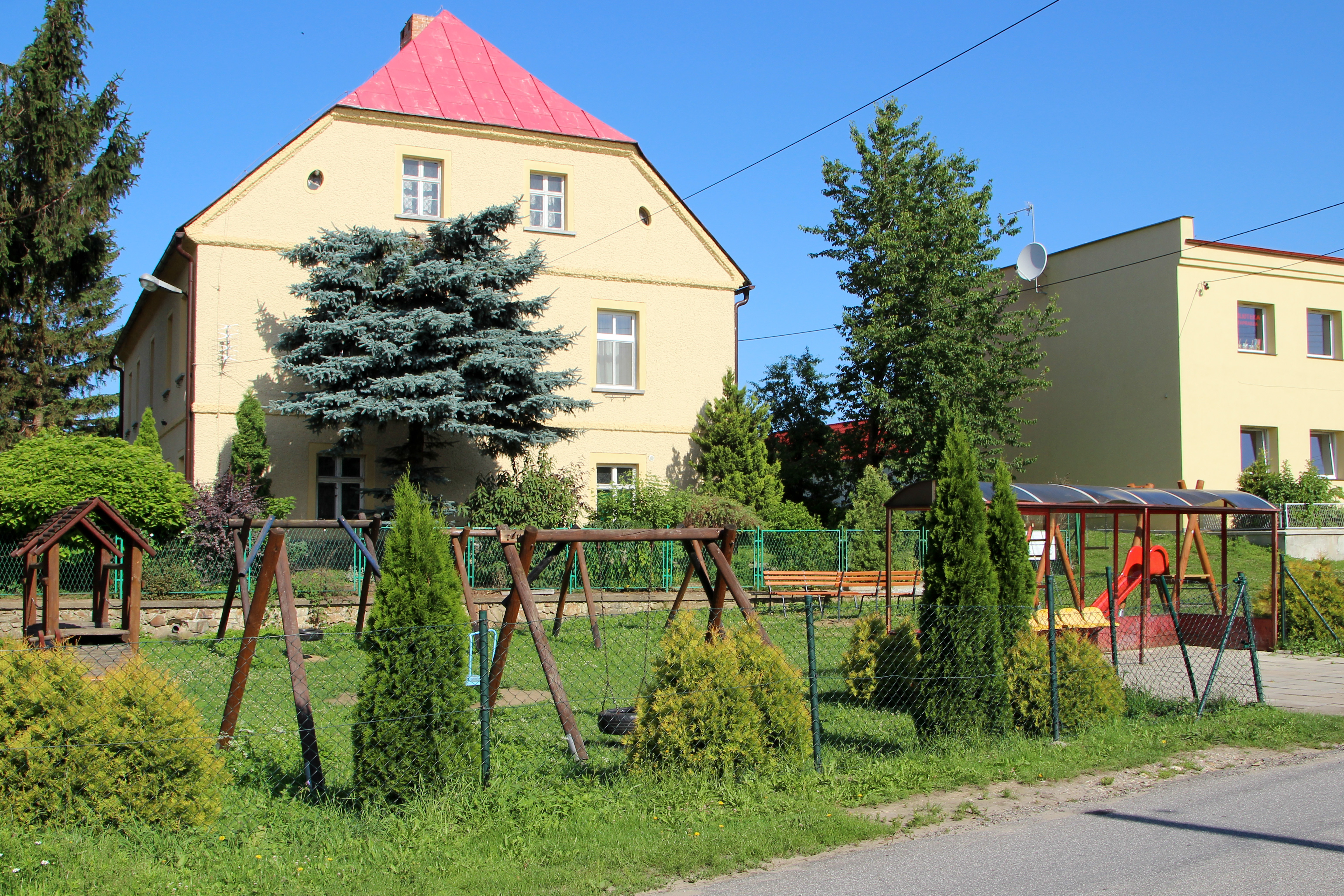
Plebania

Parafia św. Mikołaja w Wierzbięcicach – rzymskokatolicka parafia położona w metropolii katowickiej, diecezji opolskiej, w dekanacie nyskim.

## Charakterystyka

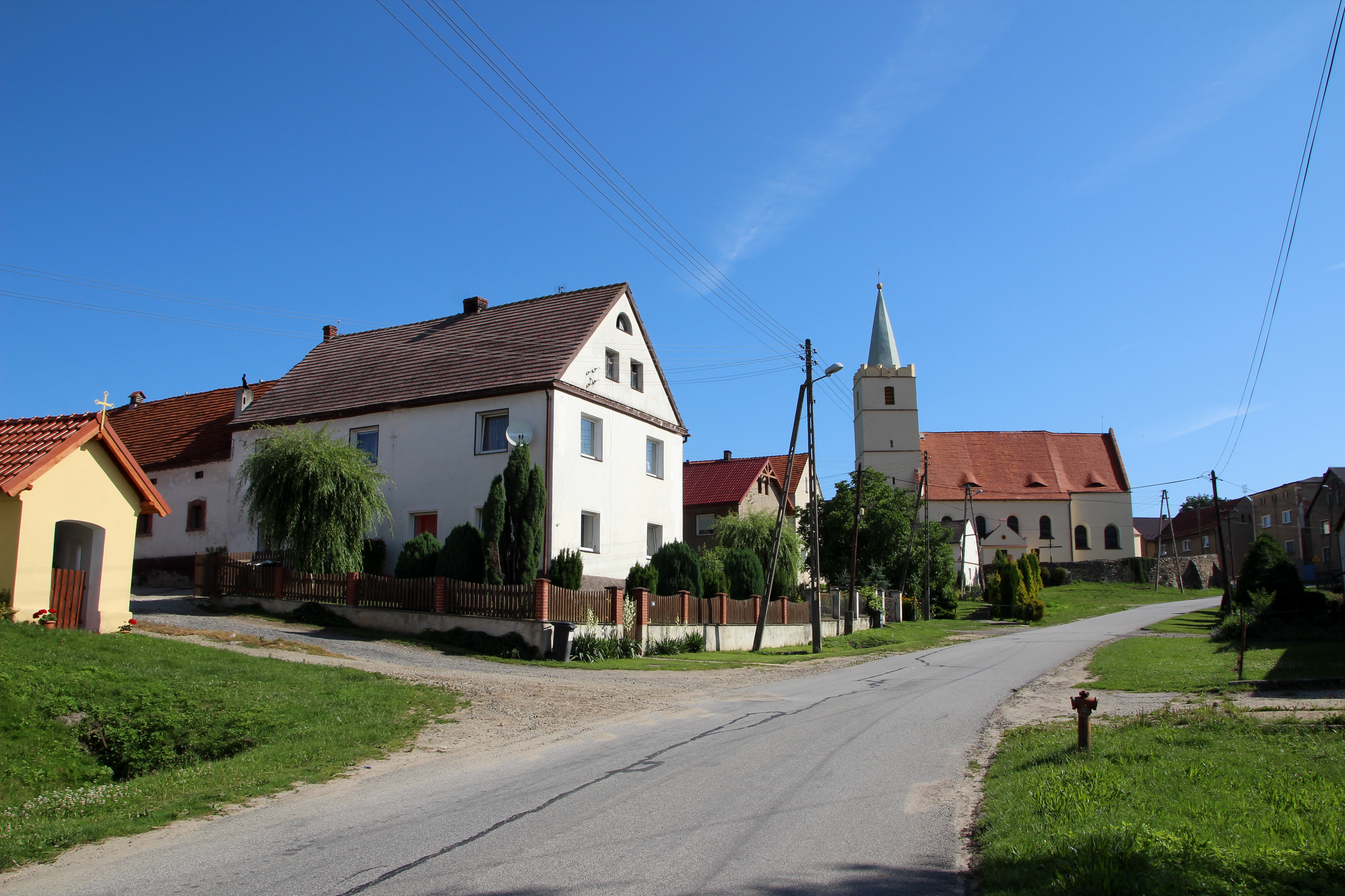
główna ulica

Parafia św. Mikołaja w Wierzbięcicach obejmuje swoim zasięgiem terytorium wsi Wierzbięcice. Na jej terytorium zamieszkuje obecnie około pół tysiąca wiernych.

## Historia
Pierwsza wzmianka historyczna dotycząca wsi pochodzi z 1253. Jednak wyraźne oznaki istnienia na jej obszarze kościoła zawarte są dopiero w Liber fundationis diecezji wrocławskiej z około 1305 oraz wykazie świętopietrza z 1335. Parafia wchodziła w skład archiprezbiteratu nyskiego i do 1810 należała do dóbr biskupów wrocławskich. Po zakończeniu II wojny światowej (1945) parafia znalazła się w granicach Polski i nowo powstałej diecezji opolskiej.

### Proboszczowie (po 1945)
| L.p. | Imię i nazwisko           | Data rozp. urzędowania                               | Data zakończenia urzędowania | Przyczyna                                                     |
| ---- | ------------------------- | ---------------------------------------------------- | ---------------------------- | ------------------------------------------------------------- |
| 1    | ks. Henryk Bahr           |                                                      |                              |                                                               |
| 2    | ks. Tadeusz Skrzetuski    |                                                      |                              |                                                               |
| 3    | ks. Stefan Halwa          |                                                      |                              |                                                               |
| 4    | ks. Leon Grzenkiewicz     |                                                      |                              |                                                               |
| 5    | ks. Józef Rygiel          |                                                      |                              |                                                               |
| 6    | ks. Jan Korzeniowski      |                                                      |                              |                                                               |
| 7    | ks. Józef Kurda           |                                                      |                              |                                                               |
| 8    | ks. Julian Iskra          |                                                      |                              |                                                               |
| 9    | ks. Bohdan Deja           |                                                      |                              |                                                               |
| 10   | ks. Ewald Kudlek          | 22.06.1980 (wikariusz ekonom) 23.10.1980 (proboszcz) | 09.11.1985                   | przeniesienie do parafii w Kędzierzynie - Koźlu               |
| 11   | ks. Józef Gałecki         | 09.11.1985(administrator) 06.03.1986 (proboszcz)     | 18.08.1998                   | przeniesienie do parafii w Wójcicach                          |
| 12   | ks. Mirosław Jacek Chołuj | 18.08.1998                                           | 18.04.2010                   | śmierć po ciężkiej chorobie                                   |
| 13.  | ks. Tomasz Piontek        | 05.05.2010                                           | 28.08.2013                   | przeniesienie do parafii w Tarnowie Opolskim                  |
| 14.  | ks. Adrian Adamski        | 28.08.2013                                           | 31.05.2019                   | Po odwołaniu z funkcji proboszcza nie objął następnej parafii |
| 15.  | ks. Marcin Utzig          | 01.06.2019                                           | nadal                        |                                                               |

## Kościół
Kościół wybudowany w stylu gotyckim ulegał wielokrotnym zniszczeniom, między innymi w 1428 został splądrowany przez husytów, a w 1630 uległ spaleniu. Po tych zniszczeniach był odbudowywany.